# Марк Сервилий
Марк Сервилий (на латински: Marcus Servilius) e политик на ранната Римска империя.

## Биография
Произлиза от фамилията Сервилии. Марк Сервилий е баща на Марк Сервилий Нониан, който е историк и консул през 35 г.
През 3 г. Марк Сервилий е консул заедно с Луций Елий Ламия и напуска на 30 юни. Сменен е с Луций Волузий Сатурнин.